# مارك نيكسون
مارك نيكسون (بالإنجليزية: Mark Nixon)‏ هو لاعب دوري الرغبي نيوزلندي، ولد في فبراير 1968 في نيوزيلندا.